# Giovanni Antonio Medrano
Pour les articles homonymes, voir Medrano.
Giovanni Antonio Medrano (1703-1760) est un architecte sicilien.

## Biographie
Né à Sciacca, en Sicile, Giovanni Antonio Medrano devient brigadier dans l'armée de Charles de Bourbon, alors roi des Deux-Siciles. À la suite de la bataille de Bitonto en 1734, Charles demande à Medrano de construire un obélisque commémoratif à Bitonto.
En 1737, Charles lui commande la conception du nouveau Teatro San Carlo de Naples. Medrano va ensuite travailler à la conception du palais royal de Capodimonte de Naples, une résidence construite par Charles pour abriter la collection d'art héritée de sa mère, la collection Farnèse. Medrano commence à y travailler, avec d'autres, en 1738, mais le bâtiment ne sera finalement achevé qu'en 1840.
En 1741, il est accusé, avec son associé Angelo Carasale, de fraude sur les taxes sur les affaires à Capodimonte. Après dix-huit mois de prison, il est licencié et exilé. Il est gracié et retourne en Italie en 1746, mais son travail professionnel est sévèrement critiqué par les ingénieurs napolitains de l'époque. Marginalisé de la fonction publique, il obtient quelques commandes privées. Selon toutes probabilités, il meurt en 1760.